# 안드레아스 벰
안드레아스 벰(독일어: Andreas Behm, 1962년 11월 28일 ~ 2021년 12월 27일)은 은퇴한 독일의 역도 선수이다.
슈트랄준트에서 태어난 그는 1992년과 1996년 하계 올림픽에 나가 라이트급 부문에서 각각 3위와 10위를 하였다.
1981년과 1993년 사이에 유럽 선수권과 세계 역도 선수권 대회에서 2개의 금메달, 3개의 은메달과 6개의 동메달을 획득하였다. 1984년 7월 7일 3개의 세계 기록을 세웠다.
자신이 36세 때까지 활약하고, 그러고나서 코치로 일하였다.  
2021년 12월 27일 59세의 나이에 심근경색으로 사망하였다.